# Barbatos
Barbatos, u demonologiji, osmi duh Goecije, vojvoda koji vlada nad trideset legija duhova. Obično se pojavljuje u društvu četvorice kraljeva i njihovim vojskama i to samo onda kad je Sunce u Strijelcu. Uzima lik lovca koji puše u rog, a četiri kralja s kojima se pojavljuje obično idu pred njim i također pušu u rogove.
Prizivaču otkriva tajni jezik životinja, skida čarolije s blaga koja su skrivena i magijom zaštićena, poznaje sve što se dogodilo u prošlosti i može predviđati budućnost. Miri zavađene prijatelje.